# Parafia Narodzenia św. Jana Chrzciciela w Węgierce
Parafia Narodzenia św. Jana Chrzciciela w Węgierce − parafia rzymskokatolicka znajdująca się w archidiecezji przemyskiej w dekanacie Pruchnik.

## Historia
Węgierka była wzmiankowana już w 1358 roku. W 1510 roku wzmiankowana była cerkiew. W 1886 roku zbudowano murowaną cerkiew.
Dawną cerkiew zaadaptowano na kościół filialny, którą w 1969 roku wyremontowano. W 1970 roku dekretem bpa Ignacego Tokarczuka została erygowana parafia, z wydzielonego terytorium parafii Tuligłowy, parafii Pruchnik. 
W latach 1984–1986 zbudowano obecny murowany kościół, według projektu architektów Jana Chałupskiego i Jerzego Więcka. 21 listopada 1986 roku bp Bolesław Taborski poświęcił nowy kościół.
Na terenie parafii jest 1238 wiernych (w tym: Węgierka – 713), Wola Węgierska – 525).
Proboszczowie parafii:
1970–1979. ks. Jan Wierzbiński.
1979–?. ks. Antoni Pawul)
?–2010. ks. Józef Ciekliński.
2010–2016.  ks. Stanisław Bąk.
2016– nadal ks. Wiesław Sztucki.

## Kościół filialny
Wola Węgierska – początkowo msze święte odprawiano w tymczasowej kaplicy urządzonej w budynku mieszkalnym. W latach 1982–1986 zbudowano murowany kościół filialny, według projektu arch. mgr inż. Zbigniewa Baraniuka. 29 maja 1986 roku bp Ignacy Tokarczuk poświęcił kościół pw. Miłosierdzia Bożego.

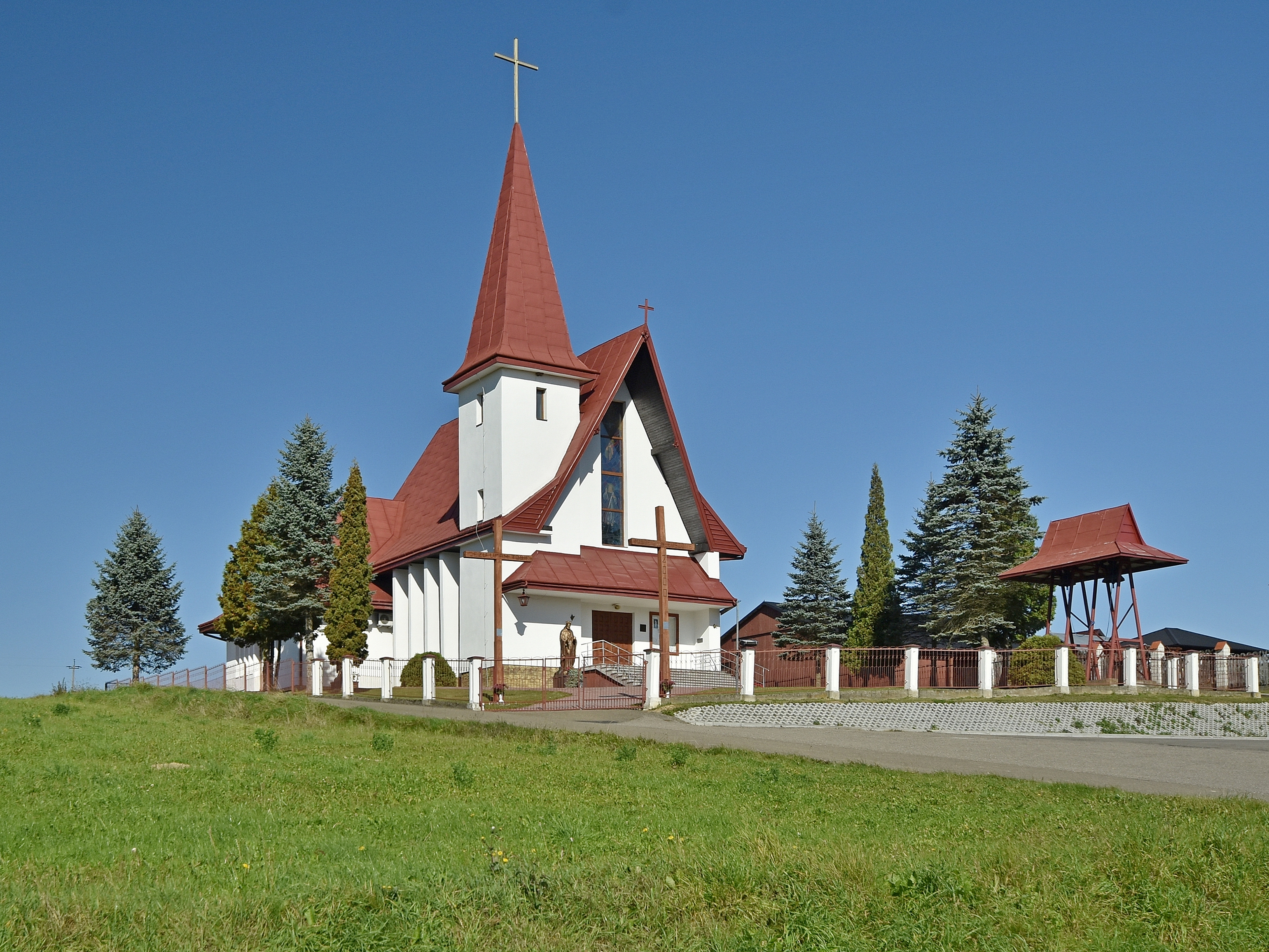
Kościół filialny w Woli Węgierskiej
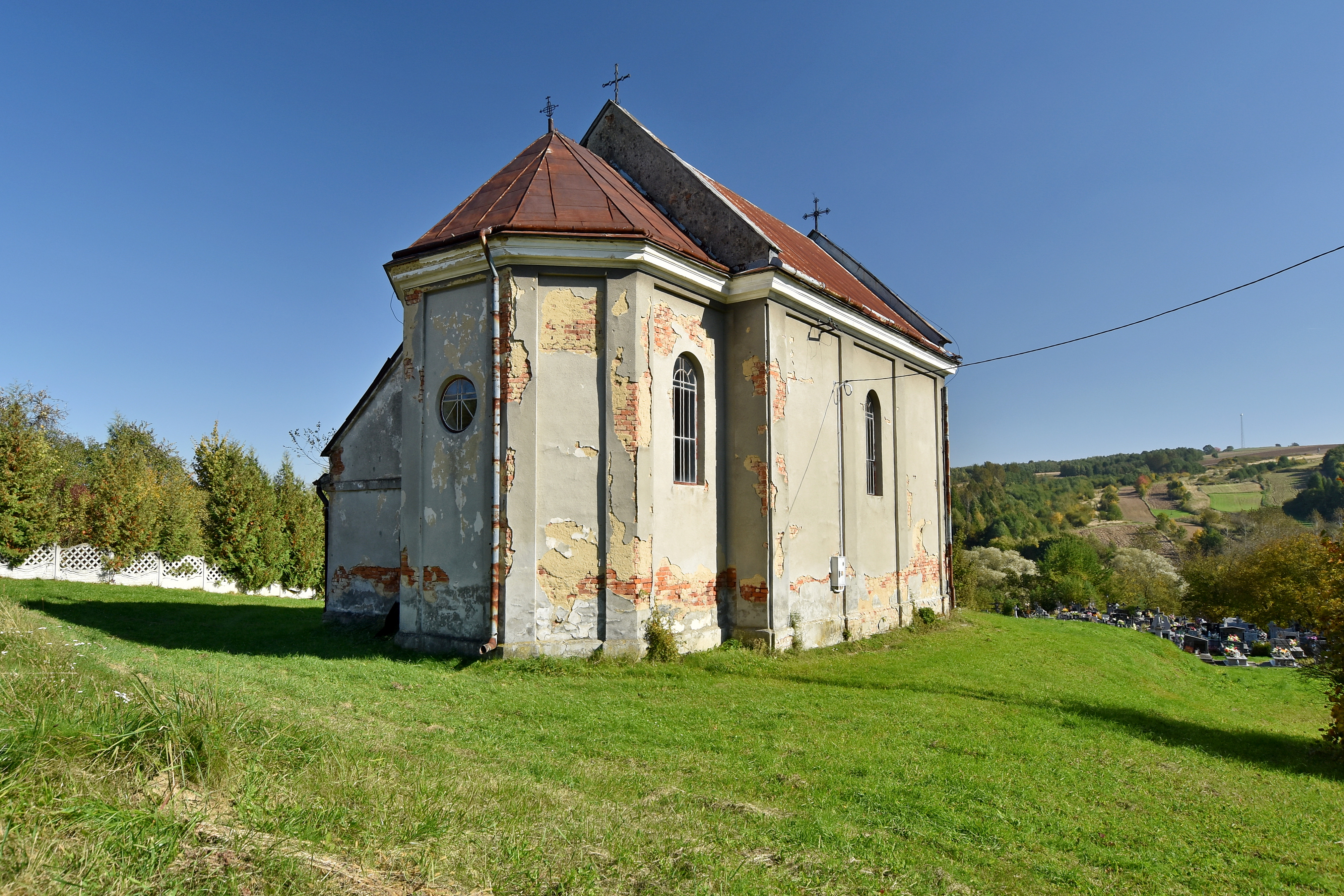
Zabytkowa cerkiew w Węgierce